# Genèses
Genèses, subtitulada «Sciences sociales et histoire», es una revista científica francesa internacional trimestral, de historia y ciencias sociales, fundada en el año 1990 por el historiador Gérard Noiriel, el politólogo  Michel Offerlé, el economista Robert Salais, el sociólogo Christian Topalov y el jurista Olivier Beaud, con el apoyo del Centre national de  la recherche scientifique y el Centre national du livre. Fue editada en un principio por la Calmann-Lévy y posteriormente por la editorial Belin.
Sigue una línea editorial lineal en la que el concepto es que la «historia es esencial para el conocimiento y la comprensión de los fenómenos sociales y políticos; a cambio, la historia debe escribirse también utilizando las herramientas forjadas por las otras ciencias sociales». Edita investigaciones originales de diferentes áreas geográficas y disciplinas, siempre en los dos grandes ámbitos de ciencias sociales e historia.